# Harlow Shapley

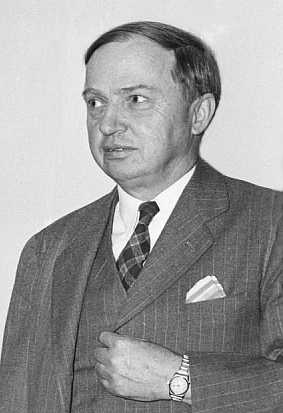
Harlow Shapley

Harlow Shapley (* 2. November 1885 in Nashville, Missouri; † 20. Oktober 1972 in Boulder, Colorado) war ein US-amerikanischer Astronom.

## Leben und Wirken
Im Jahr 1913 wurde Harlow Shapley an der Princeton University bei Henry Norris Russell mit der Arbeit The Orbits of Eighty-Seven Eclipsing Binaries, A Summary promoviert.
Ab 1914 arbeitete er am Mount-Wilson-Observatorium, von 1921 bis 1952 war er Direktor des Harvard-College-Observatoriums.
Shapley bestimmte durch die Untersuchung von veränderlichen Sternen vom Typ der Cepheiden in Kugelsternhaufen erstmals die Größe der Milchstraße. Dabei benutzte er die Perioden-Leuchtkraft-Beziehung der Cepheiden, entdeckt von Henrietta Swan Leavitt, für die Abstandsbestimmung. Außerdem konnte er zeigen, dass das Sonnensystem nicht in zentraler Lage in der Galaxis liegt.
1915 formulierte er die „Big-Galaxy-Hypothese“, wonach die Milchstraße die einzige Galaxie im Universum sei und die bis dahin bekannten Galaxien (oder „Nebel“ nach damaligem Sprachgebrauch) innerhalb der Milchstraße liegen. Die Antithese, die „Weltinseltheorie“, wonach die Milchstraße nur eine von vielen Galaxien sei, wurde von Heber Doust Curtis formuliert. Diese Auseinandersetzung wird in der Astronomie als die „große Debatte“ bezeichnet und wurde um 1923 durch Edwin Hubble zugunsten der Weltinseltheorie entschieden.
Shapley ging dabei von einer fehlerhaften Normierung der Perioden-Leuchtkraft-Beziehung von Cepheiden aus, wodurch er die Größe der Milchstraße weit überschätzte (300.000 Lichtjahre statt 100.000 Lichtjahre). Ferner war ihm die Altersdifferenzierung der Sternpopulationen nicht bekannt, so dass er die Entfernung zur Kleinen Magellanschen Wolke und zum Andromedanebel unterschätzte. Erste Normierungen der Perioden-Leuchtkraft-Beziehung stammen von dem dänischen Astronomen Ejnar Hertzsprung.
Shapley führte darüber hinaus Untersuchungen von Galaxienhaufen und Entfernungsbestimmungen von Sternen mittels Photometrie durch.
Er war mit der Astronomin Martha Betz Shapley verheiratet, mit der er fünf Kinder bekam. Einer seiner Söhne, Willis Shapley, wurde Administrator bei der NASA und ein weiterer Sohn, Lloyd S. Shapley, erhielt 2012 den Wirtschaftsnobelpreis.
Ende der 1940er Jahre war er sehr aktiv in der Gründung der UNESCO.

## Ehrungen
- 1920 Mitglied der American Academy of Arts and Sciences, deren Präsident er war.
- 1922 Mitglied der American Philosophical Society
- 1924 Mitglied der National Academy of Sciences
- 1926 Henry Draper Medal der National Academy of Sciences.
- 1933 Jules-Janssen-Preis
- 1933 Rumford Prize der American Academy of Arts and Sciences
- 1934 Goldmedaille der Royal Astronomical Society
- 1939 Bruce Medal
- 1939 Assoziiertes Mitglied der Académie royale des Sciences, des Lettres et des Beaux-Arts de Belgique[3]
- 1941 Medaille von Pius XI.
- 1945 Franklin Medal
- 1946 Korrespondierendes Mitglied der Académie des sciences[4]
- 1950 Henry Norris Russell Lectureship
- Nach Shapley sind der Asteroid (1123) Shapleya, ein Mondkrater und der Superhaufen SCl 124 benannt.[5]

Er war Präsident der American Astronomical Society und der American Association for the Advancement of Science.

## Veröffentlichungen (Auswahl)
- Galaxies. Harvard Univ. Press, Cambridge 1972, ISBN 0-674-34051-5
- Wir Kinder der Milchstraße – die Evolution aus den Tiefen des Kosmos. Econ-Verlag, Düsseldorf 1965.
- Of stars and men – the human response to an expanding universe. Elek Books, London 1958
- Climatic change – evidence, causes, and effects. Harvard Univ. Press, Cambridge 1953
- The inner metagalaxy. Oxford Univ. Press, London 1957